# Baduria
Baduria é uma cidade e um município no distrito de North Twentyfour Parganas, no estado indiano de Bengala Ocidental.

## Geografia
Baduria está localizada a 22° 44′ N, 88° 47′ L. Tem uma altitude média de 8 metros (26 pés).

## Demografia
Segundo o censo de 2001, Baduria tinha uma população de 47 418 habitantes. Os indivíduos do sexo masculino constituem 51% da população e os do sexo feminino 49%. Baduria tem uma taxa de literacia de 67%, superior à média nacional de 59,5%; com 55% para o sexo masculino e 45% para o sexo feminino. 13% da população está abaixo dos 6 anos de idade.